# Ramazanzade Mehmed Çelebi
Ramazanzade Mehmed Çelebi Paşa Yeşilce (? - setembre/octubre de 1571) fou un historiador otomà nadiu de Merzifon. Fou secretari del diwan, defterdar (1553) i secretari d'estat (reis-ul kuttab, 1554) i secretari de la tughra (1558). Després fou dfeterdar a Alep, governador d'Egipte i enviat a Morea per fer el cadastre. Va morir el setembre de 1571. Per orde del sultà Solimà I va compondre la Tarikh-i Ramadan-zade, una història principal dels otomans (fins al 1561) i font de referència fins al final de l'imperi.